# Campaña de Portobelo (1819)
La Campaña de Portobelo de 1819 o Reconquista de Portobelo son las operaciones militares durante la independencia hispanoamericana emprendidas por el gobernador de Panamá Alejandro de Hore y el ejército realista que consiguen recuperar Portobelo y destruir la expedición revolucionaria de Gregor MacGregor.

## Antecedentes
El 18 de enero de 1814 desde el Estado Libre de Cartagena, ocho goletas al mando del corsario René Beluche son enviadas al Istmo transportando a Portobelo una fuerza de 460 expedicionarios al mando del general francés Benoît Chassériau para constituir el llamado "Ejército de Occidente". El gobernador español, Joaquín Rodríguez de Valcárcel al frente de la Compañía Urbana de Milicias de Pardos y Morenos organizó la defensa de la ciudad, mientras que otra compañía del Batallón Fijo de Panamá se movilizaba para resguardar los castillos. El ataque de los expedicionarios contra las fuerzas realistas atrincheradas no solo fue contenido por una decidida defensa de las milicias sino que además los revolucionarios no encontraron ningún apoyo de parte de los portobeleños. El asalto resultó un fracaso y los expedicionarios se re-embarcaron tras verse derrotados y en peligro de ser abandonados por la flotilla de corsarios franceses.

## Invasión de Gregor MacGregor
A principios de 1819, el general Gregor MacGregor condujo sobre Portobelo una escuadrilla naval que partiendo de Inglaterra, en diciembre de 1818, y una fuerza militar reunida en Jamaica, los Cayos de San Luis (Haití) y la isla de Providencia. Arribó a la isla de San Andrés de donde puso rumbo al continente llegando a la vista de Chagres el 8 de abril de 1819. Desembarcaron al día siguiente y emprendieron la marcha sobre Portobelo, arrollando las avanzadas españolas en el camino, y tomando posiciones dominantes cerca del castillo de Santiago. A la mañana siguiente se disponía MacGregor iniciar el ataque sobre la fortaleza, pero supo que el Gobernador, Juan M. Van Herch, con la guarnición había abandonado la plaza durante la noche, lo que le permitió entrar en la ciudad sin ninguna oposición. MacGregor organizó inmediatamente un gobierno civil y un cuerpo militar bajo las banderas de la independencia con efectivos portobeleños que debía servir de vanguardia contra la Ciudad de Panamá. La toma de Portobelo provocó la reacción del Gobernador de Panamá, Alejandro de Hore, que reúne a toda prisa una fuerza en torno al 1º batallón "Cataluña" mandado por el Coronel Isidro de Diego.

## Desarrollo de la batalla
De Hore se puso la cabeza de las tropas, decidido a atacar la plaza. Refiriendo que "el dia, 14 llegué á S. Juan; y aunque las noticias que adquiría sobre el número y calidad de las tropas enemigas no eran muy lisonjeras con respecto al corto de las mías, no obstante persistí en atacar, y para el efecto reuní al primer comandante de Cataluña D. Isidro de Diego, y al expresado Santa Cruz, y después de una corta conferencia, se realizó el ataque y método con que debía hacerse". "Sin pérdida de momento, traté de asegurar la subsistencia de las tropas en los horribles desiertos que teníamos que transitar, el castillo y río de Chagre, y con la celeridad del rayo me puse en movimiento. Después de penosas marchas y continuas lluvias llegué á dos horas de distancia de Portobelo, en donde según el plan meditado nos separamos del camino; y abriendo veredas con machetes, marchamos todo el dia y noche del 29 de abril. En un punto llamado el Trapiche de Narciso se dividieron las columnas".
Las tropas españolas emprendieron la marcha por el antiguo camino real y, luego de reforzar la guarnición del Castillo de San Lorenzo, llegaron a las cercanías de Portobelo el 29 de abril. Hore resolvió atacar el 30, a cuyo efecto dividió el ejército en dos columnas mandadas respectivamente por el Coronel de Diego y por el Teniente coronel José Santa Cruz.
La plaza fue sorprendida en la madrugada del citado día, pudiendo Santa Cruz adueñarse del edificio de la Aduana, donde cayeron prisioneros o fueron muertos varios oficiales, pero MacGregor consiguió huir, al lanzarse al agua, y ganar a nado los buques, salvándose.
Entre tanto, de Diego atacaba con su columna el fuerte de San Jerónimo, donde el Coronel Bafter opuso una obstinada resistencia, sostenidos por la artillería de la escuadra insurgente, pero diezmados los defensores, aceptaron la capitulación incondicional. Hore regresó con el ejército vencedor a la capital, donde se le hizo un caluroso recibimiento.